# Michael Le Fanu
Sir Michael „Dry Ginger“ Le Fanu, GCB, DSC (* 2. August 1913 in Lindfield, West Sussex; † 28. November 1970 in Marylebone, London) war britischer Seeoffizier der Royal Navy, der unter anderem als Flottenadmiral (Admiral of the Fleet) zwischen 1968 und 1970 Erster Seelord (First Sea Lord) und zugleich Chef des Marinestabes (Chief of Naval Staff) war. Die im Oktober 1970 vorgesehene Übernahme der Funktion als Chef des Verteidigungsstabes (Chief of the Defence Staff) konnte er aufgrund einer schweren Erkrankung nicht mehr wahrnehmen.

## Leben

### Ausbildung zum Seeoffizier und Zweiter Weltkrieg
Michael „Dry Ginger“ Le Fanu war das dritte von vier Kindern von Kapitän zur See Hugh Barrington Le Fanu und Georgiana Harriott Kingscote. Er begann nach dem Besuch der 1552 gegründeten Bedford School 1926 als Kadett eine Offiziersausbildung am Royal Naval College, Dartmouth. Er wurde vom 6. Januar 1931 bis Juni 1933 zum Schweren Kreuzer Dorsetshire versetzt und erhielt dort am 1. September 1931 seine Beförderung zum Midshipman. Im Anschluss versah er zwischen dem 6. Juni 1933 und Januar 1934 Dienst auf dem Schweren Kreuzer York und besuchte daraufhin vom 4. Januar bis zum 12. August 1934 einen Lehrgang am Royal Naval College, Greenwich. Danach folgte zwischen dem 13. August 1934 und Februar 1935 der Besuch eines weiteren Lehrgangs auf der Victory in Portsmouth. Nach seiner Beförderung zum Oberleutnant (Sub-Lieutenant) am 14. März 1935, die auf den 1. Mai 1934 zurückdatiert wurde, erfolgte zwischen dem 25. März 1935 und August 1936 seine Versetzung auf den zur Mittelmeerflotte (Mediterranean Fleet) gehörenden Zerstörer Whitshed. In dieser Verwendung wurde er am 21. Oktober 1935 zum Kapitänleutnant (Lieutenant) befördert, wobei diese Beförderung auf den 1. Juni 1935 ebenfalls zurückdatiert wurde. Danach folgte vom 21. September 1936 bis Juli 1937 ein Einsatz auf dem zur Heimatflotte (Home Fleet) gehörenden Zerstörer Bulldog, ehe er zwischen dem 30. September 1937 und August 1938 einen Lehrgang für Geschützdienste an der Royal Navy Gunnery School in Portsmouth absolvierte. Diesen Lehrgang setzte er zwischen November 1938 und April 1939 fort und war im Anschluss vom 15. Juni bis September 1939 auf dem Schlachtschiff Warspite Assistent des Flottengeschützoffiziers im Stab des Oberkommandierenden der Mittelmeerflotte.
Nach Beginn des Zweiten Weltkrieges wurde „Dry Ginger“ Le Fanu zwischen dem 18. Dezember 1939 und dem 26. Januar 1942 als Erster Leutnant und Geschützoffizier zum Leichten Kreuzer Aurora versetzt, mit dem er vor Norwegen, im Atlantik, im Arktischen Ozean sowie im Mittelmeer eingesetzt war. Für seine Verdienste während des Einsatzes vor Norwegen zwischen April und Juni 1940 wurde er im Kriegsbericht erwähnt (Mentioned in dispatches). Darüber hinaus wurde er für seinen Einsatz bei Schlachten im Mittelmeer am 24. Februar 1942 mit dem DSC  ausgezeichnet. Ende Januar 1942 wurde er wiederum zur Royal Navy Gunnery School in Portsmouth versetzt und erhielt am 2. Dezember 1942 seine Beförderung zum Korvettenkapitän (Lieutenant Commander), wobei diese Beförderung auf den 1. Juni 1942 zurückdatiert wurde. Daraufhin folgte zwischen dem 25. Januar und Dezember 1943 auf dem Schlachtschiff Duke of York ein Einsatz als Assistierender Flottengeschützoffizier im Stab des Oberkommandierenden der Heimatflotte. Im Anschluss war er vom 14. Januar 1944 bis Januar 1945 Geschützoffizier auf dem zur Östlichen Flotte (Eastern Fleet) gehörenden Schlachtschiff Howe. In dieser Funktion wurde er am 31. Dezember 1944 zum Fregattenkapitän (Commander) befördert. In den letzten Kriegsmonaten fungierte er schließlich auf dem Marinestützpunkt HMS Golden Hind in Sydney als Verbindungsoffizier der Marine zur US-Pazifikflotte (United States Pacific Fleet). Für seine Leistungen bei der Vorbereitung der Kapitulation Japans auf dem Schlachtschiff Missouri  am 2. September 1945 wurde er erneut im Kriegsbericht erwähnt.

### Nachkriegszeit

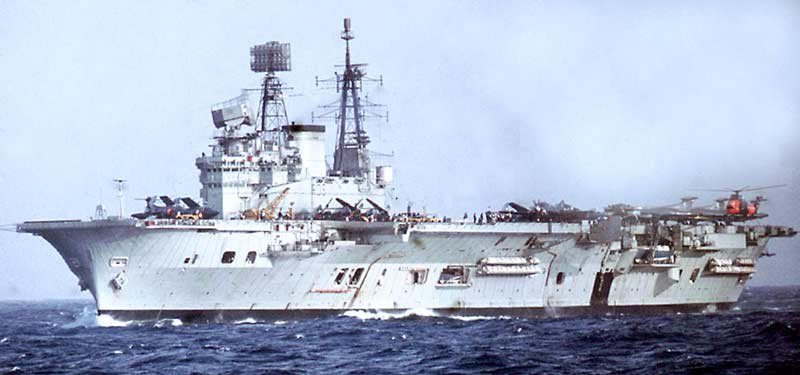
Kapitän zur See Michael Le Fanu war zwischen 1957 und 1958 Kommandant des zur Audacious-Klasse gehörenden Flugzeugträgers Eagle.

Nach Ende des Zweiten Weltkrieges war Le Fanu zwischen dem 6. Februar 1946 und Oktober 1947 Kommandeur der Versuchsgruppe der Royal Navy Gunnery School sowie im Anschluss zwischen dem 1. März 1948 und Mai 1949 Erster Offizier (Executive Officer) des Leichten Kreuzers HMS Superb. Nach seiner Beförderung zum Kapitän zur See (Captain) am 30. Juni 1949 wechselte er am 19. September 1949 zur Admiralität und war dort bis Mai 1950 Marineassistent des für die Beschaffungs- und Rüstungsabteilungen zuständigen Dritten Seelord (Third Sea Lord and Controller). Daraufhin folgte zwischen Oktober 1951 und Dezember 1952 eine Verwendung als Leitender Offizier des in Londonderry stationierten Dritten Ausbildungsgeschwaders (3rd Training Squadron) und unternahm mit diesem Übungen zur U-Boot-Abwehr. Während dieser Zeit war er zudem Kommandant des Zerstörers HMS Relentless. Am 29. Dezember 1952 kehrte er in die Admiralität zurück und war bis 1953 im Büro des Chefwissenschaftlers mit einem Sonderauftrag zur Untersuchung der Probleme in der atomaren Kriegsführung betraut. Danach besuchte er zwischen 1953 und Juli 1954 das Imperial Defence College (IDC) in London.
Nach Beendigung der Schulung wurde Michael Le Fanu am 31. Dezember 1954 Kommandant (Commanding Officer) des in Shotley liegenden Schulschiffs HMS Ganges, der sogenannten Shotley Training Establishment, und hatte diese Funktion bis zum 7. Januar 1957 inne. Im Februar 1957 wurde er Kommandant des zur Audacious-Klasse gehörenden Flugzeugträgers Eagle und verblieb auf diesem Posten bis zum 15. Februar 1958.

### Aufstieg zum Admiral of the Fleet, Erster Seelord und Chef des Marinestabes
Am 7. Juli 1958 wurde Le Fanu zum Konteradmiral (Rear-Admiral) befördert. Eine Woche später kehrte er am 15. Juli 1958 in die Admiralität zurück und war dort bis zum 9. Februar 1960 Leiter der Hauptabteilung Waffen (Director General, Weapons). Am 11. Juni 1960 wurde er für Verdienste Companion des Order of the Bath (CB) und fungierte daraufhin zwischen Juli 1960 und Juni 1961 als stellvertretender Kommandeur der Fernost-Flotte (Far East Fleet) sowie zugleich als Kommodore des 5. Kreuzergeschwaders (Flag Officer, 5th Light Cruiser/Cruiser Squadron). Nach seiner Beförderung zum Vizeadmiral (Vice-Admiral) am 25. Oktober 1961 löste er im November 1961 Vizeadmiral Sir Peter Reid als Dritter Seelord (Third Sea Lord and Controller) ab und war als solcher bis zu seiner Ablösung durch Vizeadmiral Sir Horace Law im Juli 1965 für die Beschaffungs- und Rüstungsabteilungen zuständig. In dieser Verwendung wurde er am 8. Juni 1963 zum Knight Commander des Order of the Bath (KCB) geschlagen, so dass er fortan den Namenszusatz „Sir“ führte.
Michael „Dry Ginger“ Le Fanu wurde am 29. September 1965 zum Admiral befördert. Daraufhin übernahm er zwischen dem 25. November 1965 und Februar 1968 den Posten als Oberkommandierender im Mittleren Osten (Commander-in-Chief, Middle East). Während dieser Zeit wurde er zudem am 1. Januar 1968 zum Knight Grand Cross des Order of the Bath (GCB) erhoben. Im August 1970 löste er Admiral Sir Varyl Begg als Erster Seelord (First Sea Lord) und zugleich Chef des Marinestabes (Chief of Naval Staff) ab. Er bekleidete diese beiden Funktionen und wurde daraufhin von Admiral Sir Peter Hill-Norton abgelöst. Er wurde am 3. Juli 1970 zum Flottenadmiral (Admiral of the Fleet) befördert. Die im Oktober 1970 vorgesehene Übernahme der Funktion als Chef des Verteidigungsstabes (Chief of the Defence Staff) von Marshal of the Royal Air Force Sir Samuel Charles Elworthy konnte er aufgrund einer schweren Erkrankung nicht mehr wahrnehmen. Am 4. November 1970 schied er aus Krankheitsgründen zunächst mit halben Bezügen (Half-pay) aus dem aktiven Militärdienst aus und verstarb rund drei Wochen später am 28. November 1970. Zuletzt hatte er sich noch als Vizepräsident der Inland Waterways Association engagiert, eine 1946 gegründete Wohltätigkeitsorganisation zur Erhaltung, Nutzung, Wartung, Wiederherstellung und sensiblen Entwicklung der britischen Kanäle und der Flussschifffahrt.
Le Fanu war seit dem 18. Dezember 1943 mit Prudence „Prue“ Grace Morgan verheiratet, Tochter von Admiral Sir Vaughan Morgan und dessen Ehefrau Mary Julia Lowe. Aus dieser Ehe gingen zwei Söhne und eine Tochter hervor. Der ältere Sohn Mark Le Fanu diente als Kapitänleutnant ebenfalls in der Royal Navy.